# Religião na Europa
A religião na Europa possui uma história rica e diversa e as suas várias crenças tiveram uma grande influência na arte europeia, cultura, filosofia e lei. A maior religião da Europa é o cristianismo enquanto que outras religiões, como por exemplo o Islamismo, hinduísmo, budismo e judaísmo, existem com menor número de adeptos. A Europa é, na maior parte, uma região secular com um grande número e proporção de irreligiosos, agnósticos, e ateus na população do Mundo Ocidental, com um número particularmente elevado de povos não religiosos na França, República Tcheca, Bélgica, Holanda, Estônia, Alemanha, Suécia e Luxemburgo.

## História

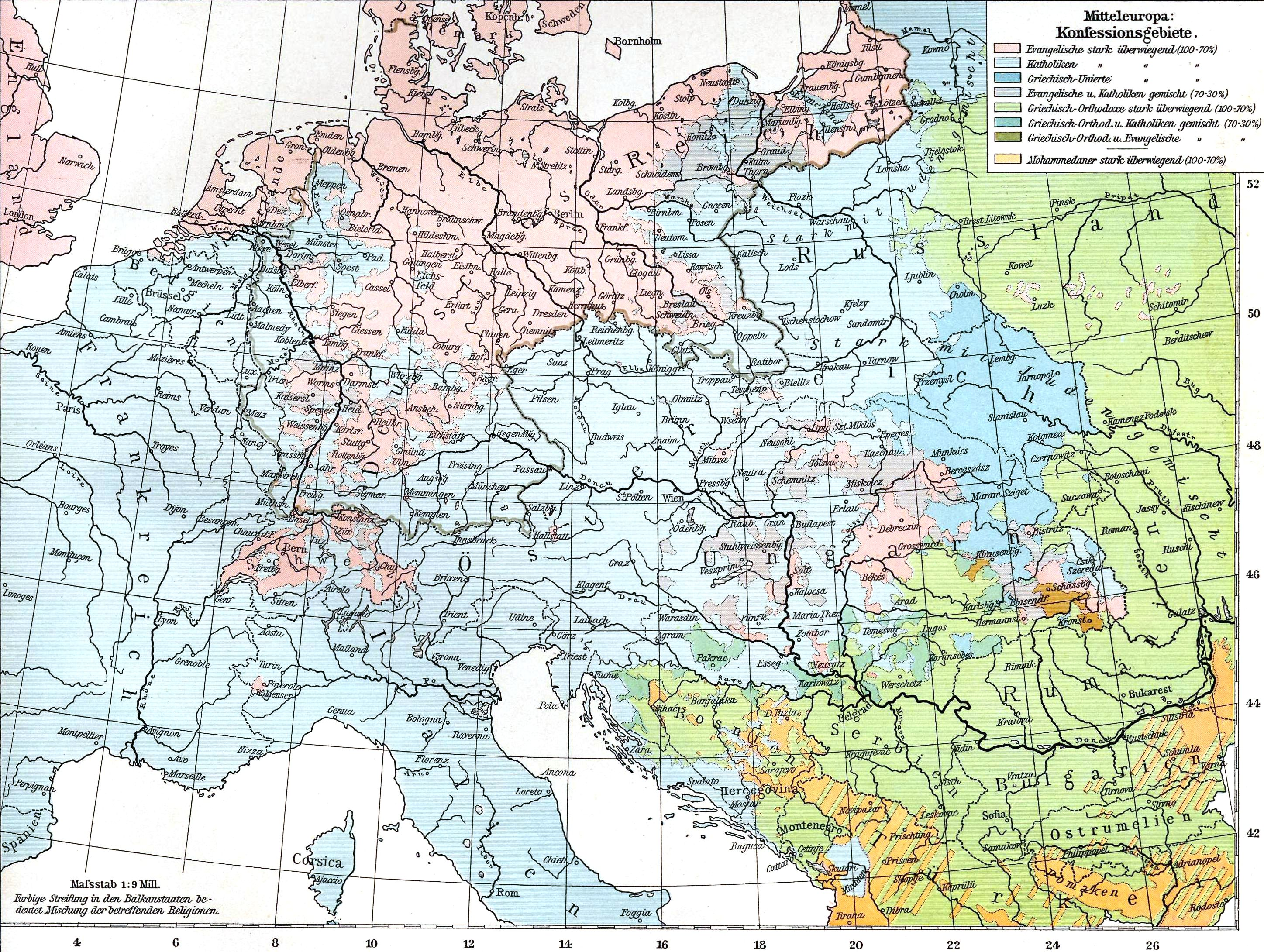
Afiliações religiosas predominantes na Europa Central, em 1901.

Pouco se sabe sobre a religião pré-histórica na Europa Mesolítica. A religião da Idade do Bronze e Ferro na Europa era, noutra parte, predominantemente politeísta (religião da Grécia Antiga, religião da Roma Antiga, politeísmo céltico, paganismo alemão, etc.). O Império Romano adotou o cristianismo em 380 d.C. Durante a Baixa Idade Média, a maioria da Europa submeteu-se à cristianização, um processo que se completou com a cristianização da Escandinávia na Alta Idade Média. A noção de emergência da Europa, ou Velho Mundo, é intimamente conectada com a ideia de batismo, em especial desde que o cristianismo foi marginalizado pela ascensão do Islamismo no século VIII, uma constelação que deu origem às cruzadas, que embora mal-sucedidas militarmente, eram uma etapa importante na emergência de uma identidade religiosa na Europa. Em todas as vezes, as tradições da religião popular existiram independente das denominações oficiais ou dogmatismos teológicos.
A Grande Cisma do século XI e a Reforma Protestante no século XVI separou o batismo dentro das fações hostis, e depois do iluminismo do século XVIII, o ateísmo e o agnosticismo difundiram-se na Europa Ocidental. No século XIX, o Orientalismo contribuiu para alguma popularidade do budismo, e o século XX trouxe o sincretismo, Nova Era e vários movimentos religiosos novos, divorciando a espiritualidade das tradições herdadas por muitos europeus. A história mais recente trouxe o secularismo e o pluralismo religioso.
A Europa Oriental é uma região geográfica localizada na área leste do continente europeu. Em comparação com a parte ocidental, a oriental é menos desenvolvida do ponto de vista econômico.

É importante destacar que esta divisão, baseada na localização geográfica, não é uma unanimidade entre os geógrafos. Muitos adotam critérios históricos, culturais e até políticos para estabelecer a divisão da Europa em Oriental e ocidental. O termo Leste Europeu (Europa Oriental) foi muito utilizado no período da Guerra Fria, para fazer referência aos países socialistas sob influência da antiga União Soviética.

## Religiosidade
Atualmente o teísmo está perdendo a prevalência na Europa em favor do ateísmo e a religião vem perdendo campo para o secularismo. Países europeus tem experimentado um declínio acentuado na porcentagem de pessoas que frequentam a igreja, bem como no número de pessoas que professam crença num deus. A Eurobarometer Poll 2005 revelou que, na média, 52% dos cidadãos dos estados membros da União Europeia dizem acreditar em um deus, 27% acreditam que existe algum tipo de espírito ou força vital ao passo que  18% não acreditam em qualquer tipo de espírito, deus ou força vital. 3% não responderam.  Segundo um estudo recente (Dogan, Mattei, Religious Beliefs in Europe: Factors of Accelerated Decline), 47% dos franceses declararam-se agnósticos em 2003. Esta situação é frequentemente denominada "Europa Pós-Cristã". Notou-se um decréscimo na religiosidade na Europa ocidental (especialmente Bélgica, França, Alemanha, Holanda e Suécia), mas há um aumento na Europa oriental, especialmente na Grécia e Romênia (2% em 1 ano). Esta pesquisa deve ser vista com cautela entretanto devido a diferenças entre esta e resultados de censos nacionais. Por exemplo no Reino Unido, o censo de 2001 revelou que 70% da população se considera cristã com apenas 15% dizendo não ter religião. Deve-se notar entretanto que a maioria dos que se disseram cristãos o fizeram nominalmente. Isto não significa crença ou não crença numa deidade.

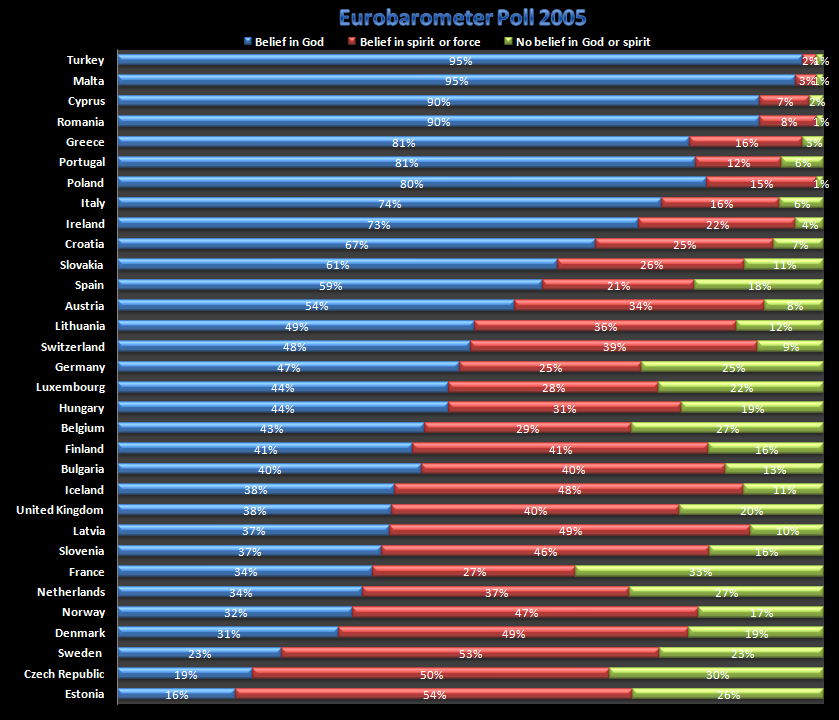
Resultados da Eurobarometer Poll 2005

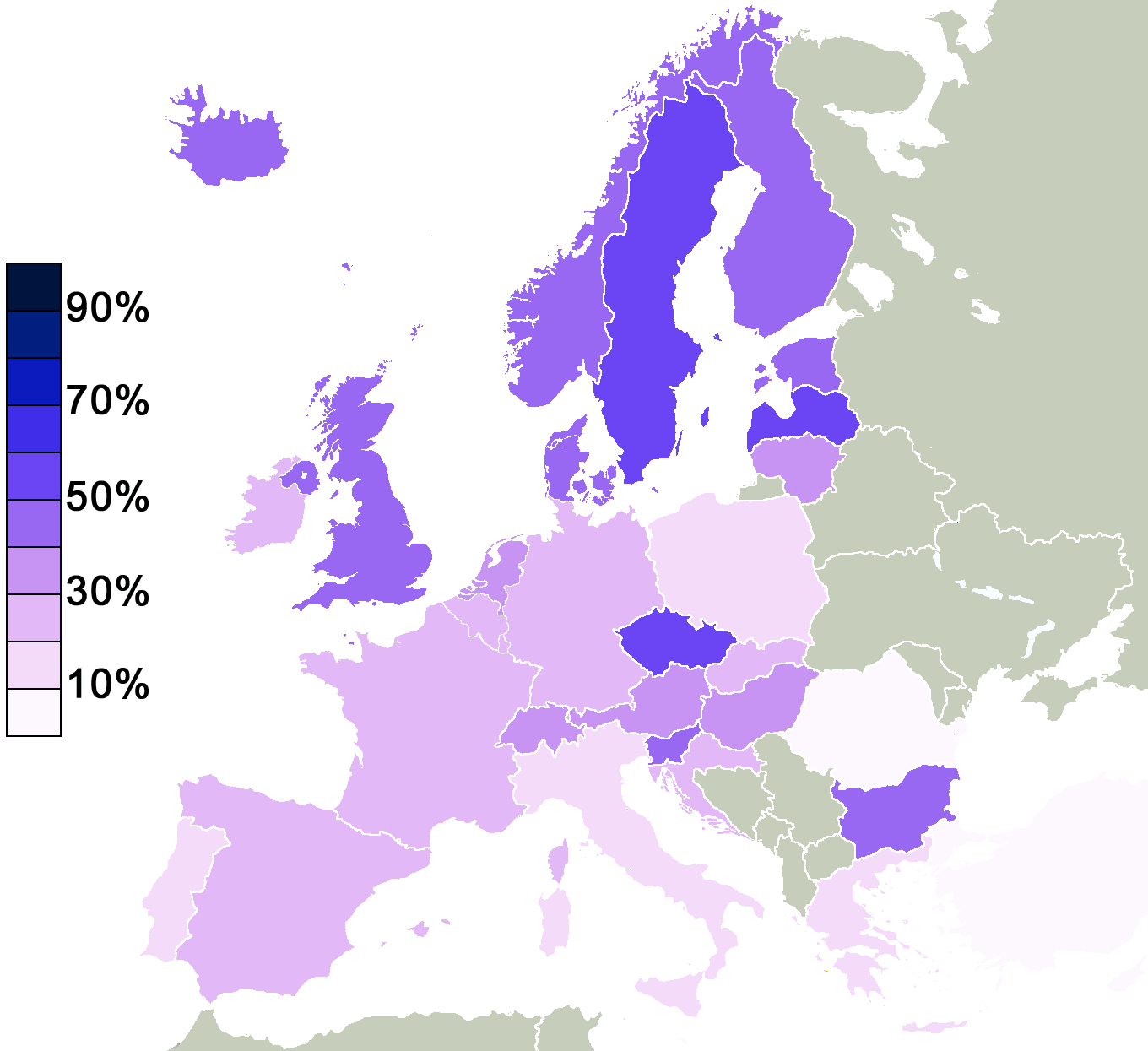
Crença de que "existe algum tipo de espírito ou força vital" por país (Eurobarômetro 2005)

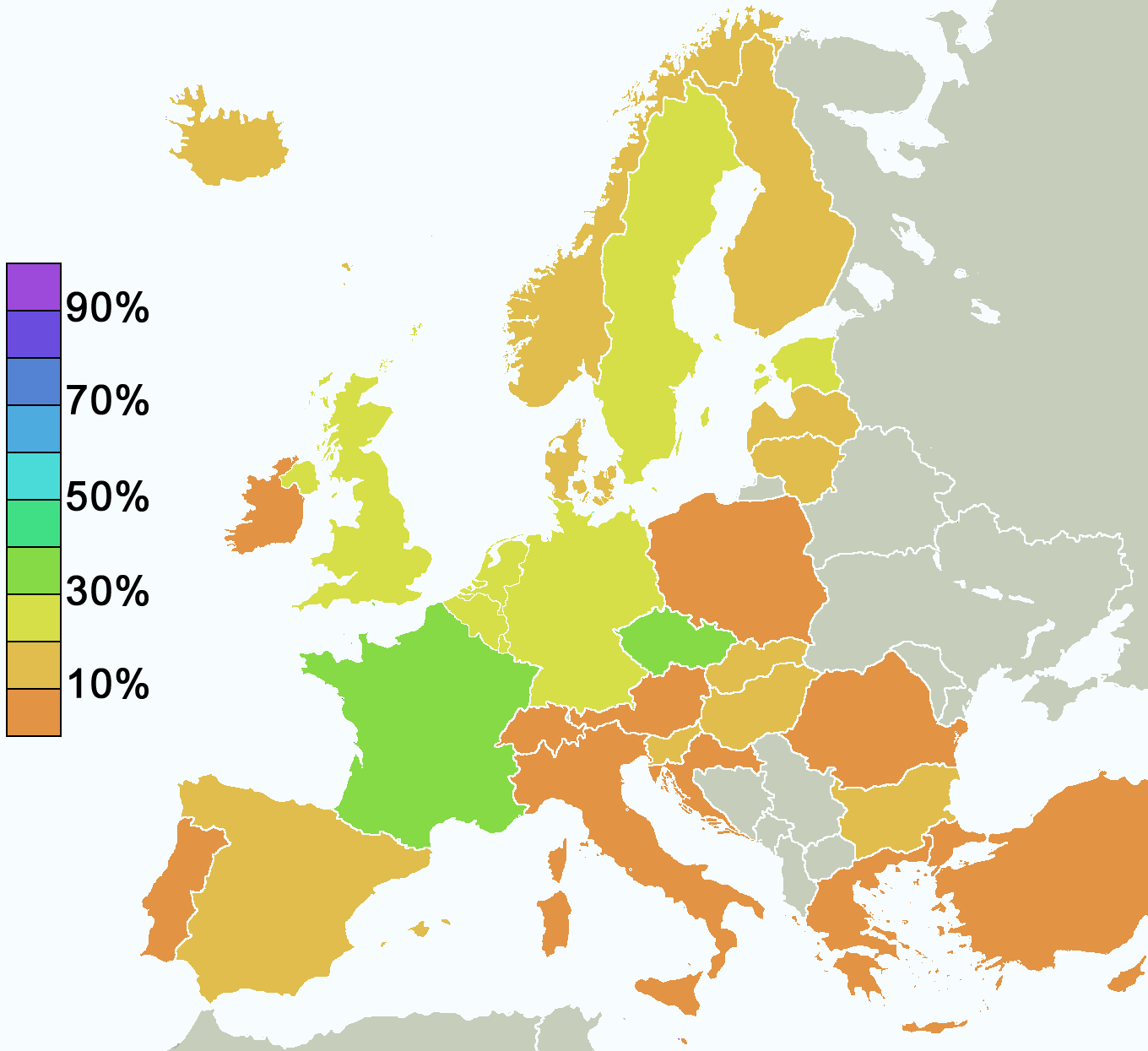
Descrença em qualquer "tipo de espírito, deus ou força vital" por país (Eurobarômetro 2005)

A lista a seguir mostra os países europeus segundo sua religiosidade de acordo com a Eurobarometer Poll 2005.
| País            | Crença num deus | Crença num espírito ou força vital | Nenhuma crença nem em espírito, deus ou força vital |
| --------------- | --------------- | ---------------------------------- | --------------------------------------------------- |
| Turquia         | 95%             | 2%                                 | 1%                                                  |
| Malta           | 95%             | 3%                                 | 1%                                                  |
| Chipre          | 90%             | 7%                                 | 2%                                                  |
| Romênia         | 90%             | 8%                                 | 1%                                                  |
| Grécia          | 81%             | 16%                                | 3%                                                  |
| Portugal        | 85%             | 9%                                 | 5%                                                  |
| Polônia         | 80%             | 15%                                | 1%                                                  |
| Itália          | 74%             | 16%                                | 6%                                                  |
| Irlanda         | 73%             | 22%                                | 4%                                                  |
| Croácia         | 67%             | 25%                                | 7%                                                  |
| Eslováquia      | 61%             | 26%                                | 11%                                                 |
| Espanha         | 59%             | 21%                                | 18%                                                 |
| Áustria         | 54%             | 34%                                | 8%                                                  |
| Lituânia        | 49%             | 36%                                | 12%                                                 |
| Suíça           | 48%             | 39%                                | 9%                                                  |
| Alemanha        | 47%             | 25%                                | 25%                                                 |
| Luxemburgo      | 44%             | 28%                                | 22%                                                 |
| Hungria         | 44%             | 31%                                | 19%                                                 |
| Bélgica         | 43%             | 29%                                | 27%                                                 |
| Finlândia       | 41%             | 41%                                | 16%                                                 |
| Bulgária        | 40%             | 40%                                | 13%                                                 |
| Islândia        | 38%             | 48%                                | 11%                                                 |
| Reino Unido     | 38%             | 40%                                | 20%                                                 |
| Letônia         | 37%             | 49%                                | 10%                                                 |
| Eslovênia       | 37%             | 46%                                | 16%                                                 |
| França          | 34%             | 27%                                | 33%                                                 |
| Holanda         | 34%             | 37%                                | 27%                                                 |
| Noruega         | 32%             | 47%                                | 17%                                                 |
| Dinamarca       | 31%             | 49%                                | 19%                                                 |
| Suécia          | 23%             | 53%                                | 23%                                                 |
| República Checa | 19%             | 50%                                | 30%                                                 |
| Estônia         | 16%             | 54%                                | 26%                                                 |

## Religiões
Religiões são praticadas por grupos menores na Europa, incluindo:
- Islamismo concentra-se principalmente no sudeste do continente. Seu crescimento expressivo na Europa ocidental, graças à imigração, criou o conceito de "Eurábia" (uma hipotética futura Europa de maioria islâmica).
- Judaísmo principalmente em França, Alemanha, Reino Unido, Rússia e Itália. Ao mesmo tempo, o judaísmo foi amplamente praticado em todo o continente europeu, embora tenha diminuído em número desde a expulsão e do extermínio, e o êxodo do judeus durante parte do segundo milénio.
- Hinduísmo principalmente entre imigrantes da Índia no Reino Unido. Em 1998, havia uma estimativa de 1.382.000 hindus na Europa.[2]
- Budismo, fracamente espalhado por toda a Europa e em rápido crescimento nos últimos anos, cerca de 3 milhões de adeptos.[3][4]
- Paganismo Europeu, seguidores das tradições e crenças pagãs estão em muitos países (e em rápido crescimento no movimento neopagão na França, Alemanha,  Irlanda e Reino Unido), e fé Asatrú reconhecida como uma minoria religiosa na Islândia (desde 1973), Noruega e Suécia.
- Rastafari, comunidades no Reino Unido, França, Espanha, Portugal, Itália e noutros países.
- Sikhismo, quase 1 milhão de adeptos do Sikhismo na Europa. A maioria da comunidade vive no Reino Unido (750.000) e Itália (70.000). Cerca de 10.000 na Bélgica e França. Holanda e Alemanha têm uma população de 12.000 adeptos. Todos os outros países têm menos ou 5000 sikhs.
- Jainismo, pequena adesão, principalmente entre os imigrantes indianos no Reino Unido.
- Vudu, principalmente entre imigrantes negros de Caribe e da África Ocidental fixados no Reino Unido e França.
- Religiões tradicionais africanas (incluindo Muti), principalmente no Reino Unido e França.
- Outras religiões com poucos (ou ao abrigo de um milhão) adeptos na Europa: Animismo, Igreja de Cristo, Eco-religião, Gnose, Paganismo, Testemunhas de Jeová, Menonitas, Igreja Moraviana, Mormonismo ou Os Santos dos Últimos Dias, Panteísmo, Politeísmo, Relativismo Teológico, Cientologia, Adventistas do Sétimo Dia, Igreja Universal, Unitarismo, Wiccan e Zoroastrianismo.

Milhões de europeus não professam nenhuma religião ou são ateus, agnósticos ou humanistas. As maiores populações não confessionais (em percentagem) são encontradas na República Checa, Dinamarca, França, Alemanha, Holanda, Noruega, Suécia e nas antigas repúblicas soviéticas como Bielorrússia, Estónia, Rússia e Ucrânia, embora a maioria dos antigos países comunistas tenham populações significativamente não confessionais.
A Alemanha é o país com mais testemunhas de Jeová no continente europeu, com cerca de 177,240 pessoas que seguem a doutrina, mesmo que os nazistas perseguiam-os.

### Religiões com estatuto oficial
Um certo número de países da Europa têm religiões oficiais, incluindo Liechtenstein(Católica), Malta, Mónaco, Vaticano (católica), Grécia (ortodoxa oriental), Dinamarca, Islândia, e Noruega (luterana). Na Suíça, alguns cantões reconhecem oficialmente catolicismo, protestantismo e outras religiões reformistas. Algumas aldeias suíças ainda têm a sua própria religião.
A Geórgia não tem Igreja estabelecida, mas a Igreja Ortodoxa Georgiana goza de facto de estatuto privilegiado desde a assinatura de uma concordata em 2002 com o Estado Georgiano. Portugal não tem Igreja oficial, mas a Igreja Católica goza de facto de estatuto privilegiado desde a assinatura de uma concordata em 2004 com o Estado Português. Na Finlândia, tanto a Igreja Ortodoxa Finlandesa e a Igreja Luterana são oficiais. Na Inglaterra, uma parte do Reino Unido, tem o anglicanismo como a sua religião oficial. Na Escócia, uma outra parte do Reino Unido, tem o presbiterianismo como a sua igreja/religião nacional, mas já não é "oficial". Na Suécia, o órgão da Igreja é o luteranismo, mas também deixou de ser "oficial". Azerbaijão, França, Espanha, Alemanha, Roménia, Rússia, e Turquia são oficialmente "seculares".